# Verbascum gabrielianae
Verbascum gabrielianae là một loài thực vật có hoa trong họ Huyền sâm. Loài này được miêu tả khoa học đầu tiên.